# Zlomky epopeje
Zlomky epopeje (1878–1906) je velký básnický cyklus českého novoromantického básníka Jaroslava Vrchlického, ve kterém se autor snažil zobrazit cestu lidstva za pokrokem a humanismem a za vnitřním zušlechtěním člověka. Cyklus se skládá z řady autorových epických a lyricko-epických básnických sbírek, obsahujících také drobnou epiku i výraznou lyrickou složku, i ze samostatných rozsáhlých básní (eposů).

## Vznik
Vrchlického záměr zobrazit v epicko-reflexivní formě duchovní vývoj lidstva od nejstarších dob až po jeho současnost vznikl již za básníkova pobytu v Itálii roku 1875, kde intenzivně studoval románské literatury, zejména literaturu francouzskou. Veden snahou povznést českou poezii na evropskou úroveň, rozhodl se po vzoru Victora Huga a jeho Legendy věků vytvořit obdobný básnický cyklus zachycující významné (dle autorova názoru) momenty v dějinách lidstva. Protože cyklus nemohl pokrývat celé lidské dějiny, nazval jej Vrchlický Zlomky epopeje.
Sám autor o svém záměru napsal: „Všecky mé sbírky půjdou k jednomu cíli. Chci v zrcadle poezie ukázati člověka v celém jeho rozvoji. Nebude ovšem úplné soustavy v tom: tento člověk, jehož ukazuji, bude vždy pod různou maskou víceméně já, ale to hlavní, on zůstane člověkem, on bude považovati historii, filosofii, dogma i legendu, náboženství i pověru za jediný řetěz svého rozvoje“.

## Obsah
Vrchlický se v cyklu nesnažil zachytit vývoj lidstva v historickém sledu. Jednotlivé části cyklu nezachovávají dějinnou chronologii a nenavazují jedna na druhou, ale každá z nich se vrací z jiné stránky k již jednou vytvořené obsahové osnově: starověk a jeho mýty, antika a její báje, orient, středověk se svými legendami a básníkova současnost. Cyklus je založen na básníkově subjektivní evolucionistické teorii o neustálém duchovním vzestupu lidstva a úsilí o vyjádření vlastního stanoviska vede k převaze reflexe nad objektivním zobrazením minulosti.
Cyklus však netvoří myšlenkově jednotný celek. Protože vznikal v dlouhém časovém rozmezí, podléhal změnám v básníkově náhledu na svět. Proto se v jednotlivých svazcích cyklu objevují optimistické i pesimistické motivy, víra v lepší budoucnost i skepse, radostné opojení z krásy a bohatosti života i zobrazení krutého útlaku a poroby. Cyklus je tak mnohem více obrazem vývoje básníkova nitra, než obrazem vývoje lidstva. Postupné doplňování cyklu o další sbírky a básně vedlo nakonec k tomu, že není ani zcela jasné, která svá díla do epopeje Vrchlický vlastně řadil (z tohoto pohledu zahrnuje cyklus prakticky celou autorovu básnickou epiku).

## Části

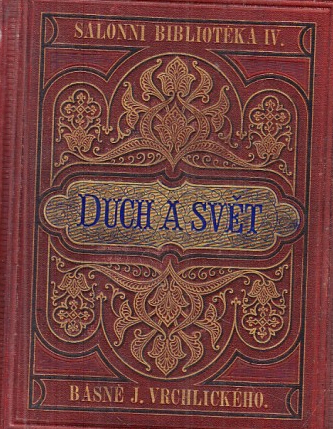
Duch a svět, první sbírka cyklu z roku 1878

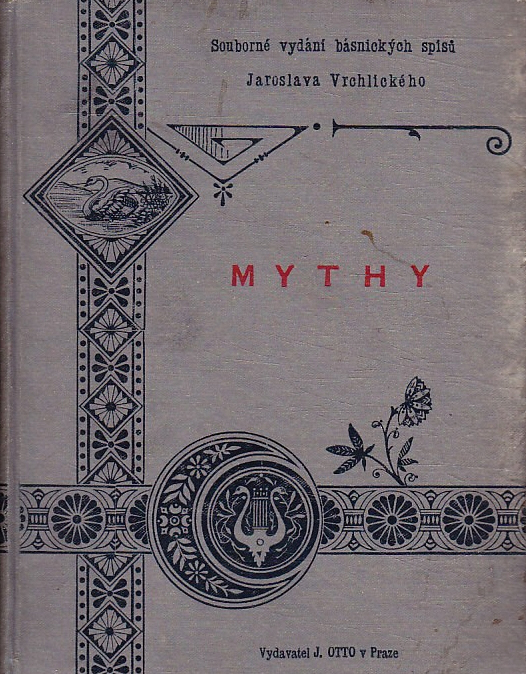
Mythy, druhá část sbírky z roku 1880

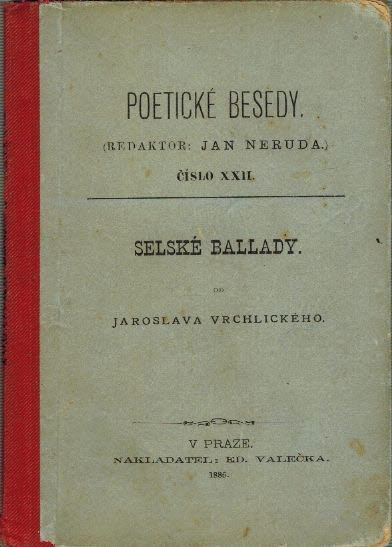
Selské ballady, vydání sbírky z roku 1885

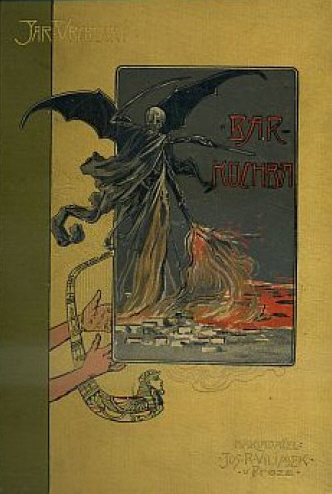
Vydání eposu Bar-Kochba z roku 1897

Cyklus obsahuje tři žánrově odlišné typy básnických knih:
- básnické sbírky, v nichž jsou historické motivy zvýrazněny jejich reflexí, a které tvoří myšlenkovou osnovu cyklu:
  - Duch a svět (1878), úvodní básnická sbírka cyklu obsahující Prolog a Epilog (vyjadřují básníkovo přesvědčení o síle lidského ducha, který v harmonii s přírodou odhalí všechna tajemství) a mezi nimi čtyři tematicky a časově rozdílné části: Ohlasy pravěku (oddíl zpracovává básnickou fantazií modifikované příběhy Starého zákona), Helénské motivy (staré Řecko básník považuje za zlatou dobu lidstva a za zdroj umění), Osm legend středověkých (legenda je použita pouze jako název, příběhy vyjadřují básníkovo evolucionistické přesvědčení) a Problémy (oddíl není historický, básník se v něm vyznává ze svých současných duševních zápasů a rozporů).[7]
  - Sfinx (1883), sbírka poněkud pozměňuje básníkovu optimistickou evolucionistickou teorii, protože uskutečnění ideálu svobodného světa posunul básník až do daleké budoucnosti. Ze srovnání současnosti a antiky, která se tomuto ideálu podle autora velice přiblížila, plyne chmurný obraz přítomnosti jako doby bez ideálů a víry, jako světa plného žebráků a utlačených, který plodí kruté války.[8]
  - Dědictví Tantalovo (1888), sbírka vyjadřuje věčnou touhu lidského ducha po unikajících ideálech. Básník sice stále pevně věří v jejich uskutečnitelnost, ale zároveň dochází k poznání, že současná společnost je nepotřebuje. Z toho plyne kritický pohled na přítomnost, odsuzující její války, despocii i neschopnost velkého tvůrčího činu.[9]
  - Brevíř moderního člověka (1892), sbírka měla být původně poslední částí cyklu. Svědčí o tom jednak básnické obrazy největších duchů 19. století (například Hugo, Wagner, Goethe, Darwin, Edison, Tolstoj a další), jednak oslava vědy a poezie jako dvou principů, které přivedou lidstvo ke štěstí. Ve sbírce se rovněž projevují Vrchlického reakce na množící se kritické soudy o jeho díle. Básníkova obrana je namířena na dvě strany, proti společnosti bez ideálů, nechápající umění a proti novým tendencím v literatuře, které přinášela mladá generace.[10]
  - Skvrny na slunci (1897), sbírka uzavírá základní řadu reflexivních části cyklu a ve všech jejích tématech se projevuje rezignující pesimismus, zobrazující lidskou společnost, která je na prahu 20. století bezmocná a unavená. Naděje a víra, že v budoucnu přijde nová renesance lidstva, působí nepřesvědčivě.[10]
- drobnější epika, která historickými, mytologickými i legendárními příběhy konkretizuje ideovou koncepci vycházející z prvního typu knih:
  - Mythy (1879–1880), dvoudílná básnická sbírka. První svazek obsahuje básně z českého dávnověku Šárka (zpracování české pověsti o dívčí válce, ve kterém se Šárka láskou a utrpením povznáší k pravé ženskosti), Legenda o svatém Prokopu (založení Sázavského kláštera, určeného ke slovanským bohoslužbám a Prokopovo vyhnání cizích německých mnichů) a Kříž Božetěchův (rozhovor opata Sázavského kláštera s Ahasverem, vyznívající v apoteózu životní radosti a ve víru v moc lidského poznání). Druhý svazek zpracovává motivy z islámu, staré Indie a Řecka a ze středověku.[11]
  - Staré zvěsti (1883), zpracování látek ze starého Řecka, z orientu a křesťanského středověku, v němž se projevuje básníkovo porozumění pro slabé jedince i jeho odpor k útlaku a násilí.[12]
  - Perspektivy (1884), obsahem příběhů sbírky je láska, a to nejen milostná, ale i křesťanská, sbratřující lidi a tišící trpící.[12]
  - Selské ballady (1885), nejvýznamnější básníkova kniha sociálně zaměřené epiky, ve které se projevuje jeho pochopení souvislostí mezi bojem národním a sociálním.[13]
  - Zlomky epopeje (1886), o významném postavení této sbírky v rámci celého cyklu svědčí již její název shodný s názvem cyklu. Obsahuje mýty, historické příběhy a lyrické monology, ve kterých se výrazně projevuje básníkova subjektivita a reflexe. Právě silnou reflexní složkou se sbírka blíží ke knihám, tvořícím myšlenkový základ cyklu. Básník oslavuje život, přírodu a ženy, optimisticky zobrazuje budoucnost lidstva a tvrdě kritizuje současnost, především kolonialismus. Část sbírky je věnována českým látkám, ve kterých básník vyjadřuje své přesvědčení o šťastné budoucnosti českého národa. V mottu ke sbírce básník vysvětluje poslání celého cyklu, který nazval „epopejí žalu, krve a bídy". Cítí se být jen vypravěčem toho, co žije v nitru člověka a co se událo v dějinném vývoji lidstva.[14]
  - Fresky a gobelíny (1891), k částem s názvem Antické rhapsodie, Legendy středověké a Reflexy v přítomnost přidal básník oddíl Hellas v rokoku, ve kterém zobrazil staré Řecko prostřednictvím rozmarného rokokového pohledu.[15]
  - Nové zlomky epopeje (1895), sbírka, do níž pronikla básníkova osobní citová krize, rozšiřuje cyklus o motivy z novější historie (renesance, reformace i francouzská revoluce).[15]
  - Bozi a lidé (1899), sbírka odráží v chmurných příbězích básníkovy depresivní stavy.[15]
  - Votivní desky (1902) a Epizody (1904), závěrečné sbírky cyklu obsahují i motivy z české historie (básně o Janu Žižkovi a Janu Želivském).[15]
- rozsáhlé samostatné epicko-reflexivní skladby:
  - Hilarion (1882), příběh egyptského askety, který v egoistické pýše pohrdá světem i lidstvem a teprve před smrtí, po řadě trpkých poznání a zkoušek, dospívá k přesvědčení, že smysl života je v pozemském žití.[15]
  - Twardowski (1885), v básni Vrchlický zpracovává polskou pověst o polském šlechtici Janu Twardowském, který zaprodal svou duši ďáblu. Básník však pověst aktualizoval, vložil do ní narážky na boj Poláků za národní svobodu a Twardowského vykoupení připsal jeho pochopení bídy a utrpení lidstva.[16]
  - Bar-Kochba (1897), nejrozsáhlejší básníkovo dílo, příběh židovské vzpoury proti Římu s tragickou postavou jeho vůdce, ve kterém se objevují i jinotajné narážky na tehdejší české politické poměry.[17]
  - Píseň o Vinetě (1906), příběh o vyhlazení pobaltského slovanského města Vineta Dány, který básníkovi slouží k vyjádření podpory národního boje za nezávislost.[17]